# كيف اين راك (إلينوي)
كيف اين راك (بالإنجليزية: Cave-In-Rock)‏ هي مستوطنة تقع في الولايات المتحدة في إلينوي. يقدر عدد سكانها بـ 346 نسمة .

## الموقع الجغرافي
الموقع الجغرافي للمناطق المحيطة بهذه النقطة هو كالتالي: